# 布萊恩·巴伯爾
布萊恩·巴伯爾（Blayne Barber，1989年12月25日—）是美國的一位職業高爾夫球手。巴伯爾出生在佛羅里達州塔拉哈西。他曾經是佛羅里達中央大學高爾夫球隊的一員，也曾是奧本大學高爾夫球隊的成員。2012年，他轉為職業高爾夫球員，並且在2014年首次奪得職業賽事的冠軍。

## 外部連結
- 官方网站
- 布萊恩·巴伯爾在PGA巡迴賽的官方網站
- 布萊恩·巴伯爾在男子高爾夫世界排名的官方網站
- Auburn Tigers profile